# (6777) Balakirev
(6777) Balakirev est un astéroïde de la ceinture principale.

## Description
(6777) Balakirev est un astéroïde de la ceinture principale. Il fut découvert le 26 septembre 1989 à La Silla par Eric Walter Elst. Il présente une orbite caractérisée par un demi-grand axe de 3,17 UA, une excentricité de 0,23 et une inclinaison de 2,7° par rapport à l'écliptique.
Cet astéroïde est nommé en hommage au compositeur russe Mili Balakirev.

## Compléments